# エンジェル ウォーズ
『エンジェル ウォーズ』（原題: Sucker Punch, 「不意打ち」の意）は、2011年のアメリカのアクション・ファンタジー映画。監督・製作・脚本はザック・スナイダーであり、エミリー・ブラウニング、アビー・コーニッシュ、ジェナ・マローン、ヴァネッサ・ハジェンズ、ジェイミー・チャン、カーラ・グギノら女性キャストによるアンサンブル映画である。
通常上映の他、IMAX上映も行われた。

## 内容
1950年代。主人公の少女・ベイビードールは、継父の計略でレノックス精神病院に閉じ込められ、5日後にロボトミーを受けることになってしまう。同じ精神病患者の仲間とともにファンタジーの世界へと飛び込み、人格破壊の危機を回避するための5つのアイテムを集める。

## キャスト
| 役名                   | 俳優                     | 日本語吹替 |
| ---------------------- | ------------------------ | ---------- |
| ベイビードール         | エミリー・ブラウニング   | 寿美菜子   |
| スイートピー           | アビー・コーニッシュ     | 甲斐田裕子 |
| ロケット               | ジェナ・マローン         | 戸松遥     |
| ブロンディ             | ヴァネッサ・ハジェンズ   | 豊崎愛生   |
| アンバー               | ジェイミー・チャン       | 高垣彩陽   |
| ヴェラ・ゴルスキー博士 | カーラ・グギノ           | 深見梨加   |
| ブルー・ジョーンズ     | オスカー・アイザック     | 志村知幸   |
| 賢者/バスの運転手      | スコット・グレン         | 山路和弘   |
| 医師                   | ジョン・ハム             | 吉開清人   |
| コック                 | マルコム・スコット       | 間宮康弘   |
| 継父                   | ジェラルド・プランケット | 後藤哲夫   |

## 製作

### 企画
スナイダーによると本作は「マシンガンを持った『不思議の国のアリス』」であり、ドラゴン、B-52爆撃機、売春宿も登場するという。
まず、2007年3月に本作の話が出たが、スナイダーが『ウォッチメン』を優先したために後回しになった。これまでは原作のある映画のみを監督してきたスナイダーにとっては初めてとなるオリジナル作品であり、スティーヴ・シブヤと共に脚本を書いた。スナイダーは他にプロデューサーも務め、また、自身が所有する製作会社であるクルエル・アンド・アンユージュアル・フィルムズを通して妻のデボラ・スナイダーも参加する。
2009年前半、ワーナー・ブラザースはスナイダー監督の『ウォッチメン』の成功により、引き続いて本作を配給することを発表する。当初、スナイダーはインタビューで本作をR指定として製作すると述べたが、後にPG-13を目指していると語った。
2009年のコミコンで、アレックス・パーディがデザインする本作のイラストが公開された。プリプロダクションは2009年6月にカナダで始まった。写真家のクレイ・イーノスがスチール写真を撮るために雇われた。

### キャスティング

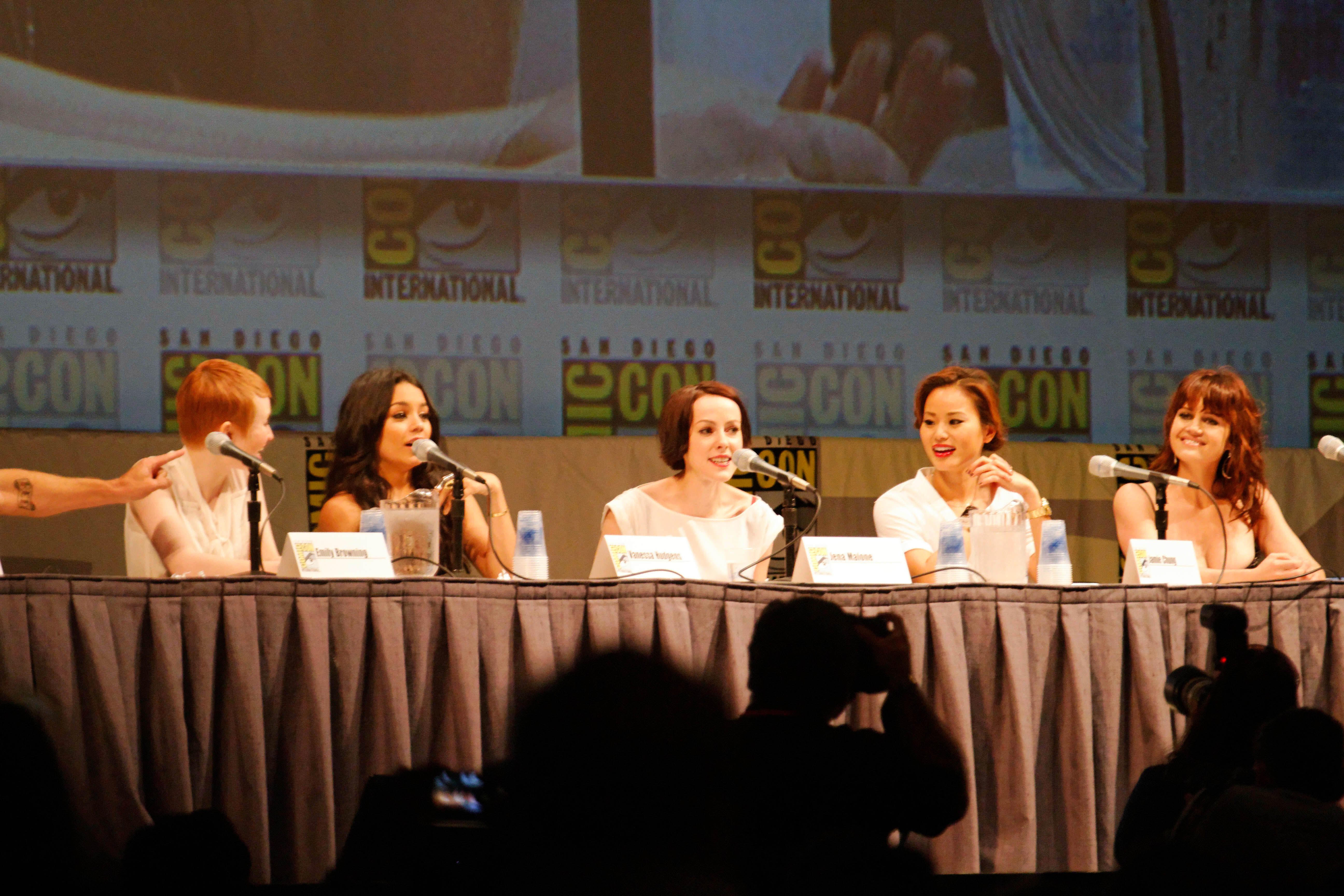
2010年のコミコン・インターナショナルでのキャスト陣。

本格的なキャスティングが2009年3月に始まる前に、スナイダーは自身が考える本作の理想的なキャスト陣を明らかにした。スナイダーは「『300 〈スリーハンドレッド〉』で既にオール男性キャストをやったので逆をやる」と語った。
スナイダーはまず、主人公のベイビードール役にアマンダ・サイフリッドを希望し、また、アビー・コーニッシュ、エヴァン・レイチェル・ウッド、エマ・ストーン、ヴァネッサ・ハジェンズにオファーをした。しかしながら、アマンダ・サイフリッドの出演はテレビシリーズのBig Loveのスケジュールが多忙な為に実現せず、エミリー・ブラウニングがベイビードールを演じることになった。また、エヴァン・レイチェル・ウッドとエマ・ストーンもスケジュールの都合の為に降板した。

### トレーニング
2009年6月から12週間にわたるキャスト陣のトレーニングがロサンゼルスで始まった。主要な女性キャストたちはデッドリフトで210ポンド（95kg）を要求された。指導者には『300』、『ウォッチメン』のスタントコーディネーターを務めたダモン・ケアロが雇われた。ヴァネッサ・ハジェンズが『ビーストリー』の撮影をしている間も他のキャストのトレーニングは続行された。
エミリー・ブラウニングによると、色んな格闘技を練習してパンチ、キック、剣さばき、身体の動きの型を覚え、休憩時にはプロテイン・シェイクを飲み、更に筋トレに加え、ワイヤーワークの訓練もし、銃の使い方も学んだという。

### 撮影とデザイン
元々、2009年6月にプロダクション開始を予定していたが延期された。8200万ドルの製作費をかけ、2009年9月からバンクーバーとトロントでプロダクションが開始され、2010年1月22日に完了した。
プロダクションデザイナーはリック・カーターが担当し、アニマル・ロジックの75名の特殊効果スタッフと行った。
なお、日本のデザイナー寺田克也は監督に直々に依頼されて、コンセプトデザインを数点提供している。
ワーナー・ブラザースは当初、本作を3Dで公開すると発表していたが、ザック・スナイダー及びデボラ・スナイダーの判断もあって2Dで公開されることとなった。
なお、本作の舞台は1950年代ながら、ファンタジー世界が劇中における戦闘の主要舞台ということもあって、ガンアクションシーンの撮影にはH&K MP7やM4A1といった、現実の1950年代には存在しない銃器が、M1911A1のような当時存在した銃器と共に使用されている。

## 音楽
本作において音楽は重要な役割を果たし、スナイダーは「ストーリー上、音楽によってファンジー世界が始まる」と説明する。映画の重要な部分を音楽が占めるのは『ムーラン・ルージュ』的であるとスナイダーは語っている。時間的制約のため、スナイダーは劇場公開時にダンス・シーンの大部分をやむを得ずカットしたが、そのうち1つだけがエンド・クレジットで使われた。スナイダーはホームメディアでの「ディレクターズ・カット版」にて、ダンス場面を追加すると言及した。
2009年9月、映画のためのレコーディングを始まったと報じられた。また2010年5月、オスカー・アイザックは、映画で使用される歌はオリジナルではなく、既存のものの新アレンジであることを明らかにした。
スコアは、スナイダーの全作品を手掛けているタイラー・ベイツと『ムーラン・ルージュ』のマリウス・デ・ヴリースが書いている。公式予告編では、Immediate Musicの「Prologue」、Lords of Acidの「Crablouse」、レッド・ツェッペリンの「レヴィー・ブレイク」、ビートルズの「トゥモロー・ネバー・ノウズ」、クリフ・リンの「And Your World Will Burn」、シルバーサン・ピックアップスの「Panic Switch」が使われた。
サウンドトラック盤は2011年3月22日に北米で発売された。

### トラックリスト
| #  | タイトル                                     | 作詞 | 作曲・編曲 | アーティスト                              | 時間 |
| -- | -------------------------------------------- | ---- | ---------- | ----------------------------------------- | ---- |
| 1. | 「Sweet Dreams (Are Made of This)」          |      |            | エミリー・ブラウニング                    | 5:18 |
| 2. | 「Army of Me (Sucker Punch Remix)」          |      |            | ビョーク featuring スカンク・アナンシー   | 6:50 |
| 3. | 「White Rabbit」                             |      |            | エミリアナ・トリーニ                      | 5:07 |
| 4. | 「I Want It All / We Will Rock You Mash-Up」 |      |            | クイーン featuring Armageddon aka Geddy   | 5:07 |
| 5. | 「Search and Destroy」                       |      |            | スカンク・アナンシー                      | 4:24 |
| 6. | 「Tomorrow Never Knows」                     |      |            | カーラ・アザール and アリソン・モスハート | 7:35 |
| 7. | 「Where Is My Mind?」                        |      |            | ヨアブ and エミリー・ブラウニング         | 3:36 |
| 8. | 「Asleep」                                   |      |            | エミリー・ブラウニング                    | 4:20 |
| 9. | 「Love Is the Drug」                         |      |            | カーラ・グギノ & オスカー・アイザック     | 4:12 |

### チャート入り
| チャート（2010-2011年）  | 最高 順位 |
| ------------------------ | --------- |
| Australian Albums Chart  | 18        |
| German Albums Chart      | 42        |
| New Zealand Album Charts | 36        |
| US Billboard 200         | 22        |
| US Top Soundtrack Albums | 1         |
| US Digital Albums        | 8         |

## マーケティング
2010年のコミコンでLords of Acidの歌「Crablouse」を使った予告編が初公開された。7月27日にはインターネット上でも公開された。

### 日本での展開
邦題は配給のワーナー・ブラザースにより『エンジェル・ウォーズ』へと変更された。
日本語吹替では声優ユニットの「スフィア」のメンバーが起用された。メンバー全員でハリウッド映画の吹き替えで共演するのは初めてである。

#### 日本におけるソフト化
ワーナー・ブラザース・ホームエンターテイメントよりブルーレイ、DVDが2011年8月12日に発売。
- エンジェル ウォーズ ブルーレイ&DVDセット（2枚組）
  - ディスク1：本編Blu-ray
  - ディスク2：本編DVD
    - 本編（本編Blu-ray / 本編DVD共通）：劇場公開版本編を収録
    - 映像特典（本編Blu-ray / 本編DVD共通）
      - 『エンジェル ウォーズ』短編アニメ集
        - 修羅に堕ちた侍
        - 塹壕にて
        - ドラゴンの城
        - 遥かな惑星

      - 空想世界を彩る音楽
      - ワーナー・ブラザースBD-LIVE（Blu-rayのみ）
- 【初回限定生産】エンジェル ウォーズ ブルーレイ&DVDセット コレクターズBOX（3枚組）
  - ディスク1：本編Blu-ray1（ブルーレイ&DVDセットと同内容）
  - ディスク2：本編DVD（ブルーレイ&DVDセットと同内容）
  - ディスク3：本編Blu-ray2
    - 本編：未公開シーンを追加した「本編エクステンデッド・バージョン」を収録
    - 映像特典
      - WBムービーツアー

  - 封入特典
    - ブックレット
    - トレーディングカード1枚（全5種類のうち1枚をランダムに封入）

  - 特製アウターケース付き

## 評価

### レビュー
本作は評論家からは概ね否定的なレビューを受けた。Rotten Tomatoesでは202件のレビューがあり23%となった。。またMetacriticでは肯定的なレビューが4件、中間が10件、否定的なものが15件で、平均点は100点満点で29点となった。スナイダー自身は「クールなストーリーで、テレビゲームのようではない」と主張したが、一部の批評家は本作をテレビゲームと比較した。リチャード・ローパーは本作を"D"評定とし、「派手で、アクションが多く、若い美女たちで溢れているが、それでもまだ退屈である」と評した。『オーランド・センチネル』誌は、4つ星満点で1つ星とし、「テレビゲーム型のアンエロティックでアンスリリングなエロティック・スリラーである『エンジェル ウォーズ』は、ビスチェ付きの『エアベンダー』だった」と評した。『A.V.クラブ』のネイサン・ラビンは、「不思議なトーテムを探すクエスト、明確に画定されたレベル、ノンストップのアクションの数々は、冗長なテレビゲームや精巧なトレーラーよりも非映画的である」と述べた。

### 興行収入
公開初週末3日間の北米興行収入は1905万8199ドルで、『グレッグのおきて』に次いで第2位であった。